# 犯土
犯土（つち、ぼんど）は選日の一つ。土、椎、槌。
庚午（甲子から数えて7番目）から丙子（13番目）までの7日間を大犯土（おおづち、大土）、戊寅（15番目）から甲申（21番目）までの7日間を小犯土（こづち、小土）という。その間の丁丑（14番目）を間日（まび）、犯土間日（つちまび）、中犯土（なかづち）といい、この日は犯土には含まれない。あるいは犯土には含まれても犯土の禁忌は存在しない。犯土期間には土公神（どくじん）が本宮、あるいは土中にいるため土を犯してはならない。穴掘り、井戸掘り、種蒔き、土木工事、伐採など土いじりは全て慎むべきとされている。特に地鎮祭等の建築儀礼には凶日とされる。これらの内容は土用と共通する。犯土とは元来、これらの「土を犯す行為」、特に現在の地鎮祭に相当する儀式を意味したが、後にそれを禁じる禁忌やその期間へと意味が変化した。